# Тетрасульфид пентаванадия
Тетрасульфид пентаванадия — бинарное неорганическое соединение
ванадия и серы
с формулой V5S4,
кристаллы.

## Получение
- Нагревание стехиометрической смеси чистых веществ:

{\displaystyle {\mathsf {5V+4S\ {\xrightarrow {900^{o}C}}\ V_{5}S_{4}}}}

## Физические свойства
Тетрасульфид пентаванадия образует кристаллы 
тетрагональная сингония, пространственная группа I 4/m, параметры ячейки a = 0,8988 нм, c = 0,3224 нм, Z = 2, 
структура типа тетрателлурида пентатитана Ti5Te4
.
Соединение образуется по перитектоидной реакции при температуре ≈900°С.